# Еберхард II фон Ербах
Еберхард II фон Ербах (на немски: Eberhard II von Erbach; † сл. 1184) е благородник от род Ербах в Оденвалд. Той е родоначалник на наследствените шенкове и господари, от 1532 г. графове на Ербах.

## Произход
Той е син на фогт Еберхард I фон Ербах († сл. 1148). Към края на 12 век се създава замък в Ербах в Оденвалд. През 1270 г. е първото разделяне на Ербахите на линиите:
- Стара линия Ербах-Ербах (до 1503)
- Средна линия Ербах-Райхенберг (Фюрстенау)
- Млада линия Ербах-Михелщат (до 1531)

## Деца
Еберхард II фон Ербах е баща на:
- Герхард I фон Ербах (* пр. 1196; † 13 май 1223), става 1. шенк на крал Хайнрих VI (1196 – 1221)
- Гернод фон Ербах (* пр. 1196; † сл. 1218)
- Фридрих фон Ербах († сл. 1214)
- Франко фон Ербах († сл. 1224)